# 도요타덴소배
도요타덴소배 세계바둑 왕좌전, 약칭 도요타덴소배는 국제 바둑 기전으로 2002년에 시작되었다. 일본기원이 주최하며, 도요타 자동차(주)와 (주)덴소의 후원을 받는다. 2009년 제4회 결승을 마지막으로 중단되었다.

## 대회 개요
- 주최: 일본기원
- 협찬: 토요타 자동차, 덴소
- 협력: 니혼케이자이 신문

## 대국 규정
- 각자 3시간 1분 초읽기 5회 덤 6집반

## 역대 우승자
| 회수 | 연도      | 우승        | 전적 | 준우승          |
| ---- | --------- | ----------- | ---- | --------------- |
| 1    | 2002-2003 | 이창호 九단 | 1-0  | 창하오 九단     |
| 2    | 2004-2005 | 이세돌 九단 | 2-1  | 창하오 九단     |
| 3    | 2006-2007 | 이세돌 九단 | 2-1  | 장쉬 九단       |
| 4    | 2008-2009 | 구리 九단   | 2-0  | 퍄오원야오 五단 |